# 選択の自由
選択の自由（せんたくのじゆう、Freedom of choice）とは、個人が少なくとも2つ以上の選択肢の中から、外部の関係者からの制約を受けずに選択できる機会と自立性が与えられている状態。
世界幸福度報告などでは、各国の自由度を集計する試みがなされている。

## 政治において
たとえば中絶論争においては、「選択の自由」とは、妊婦自身が胎児を産むか中絶するかを決定する権利があることをさす 同様に、安楽死、予防接種、避妊、同性婚 といったテーマにおいても、「選択の自由」という個人の権利の点から議論されることがある。
いくつかの社会問題、たとえばニューヨーク市のソーダ税などは、選択の自由を根拠に反対され、取り下げられた。